# Eparchia di Öskemen

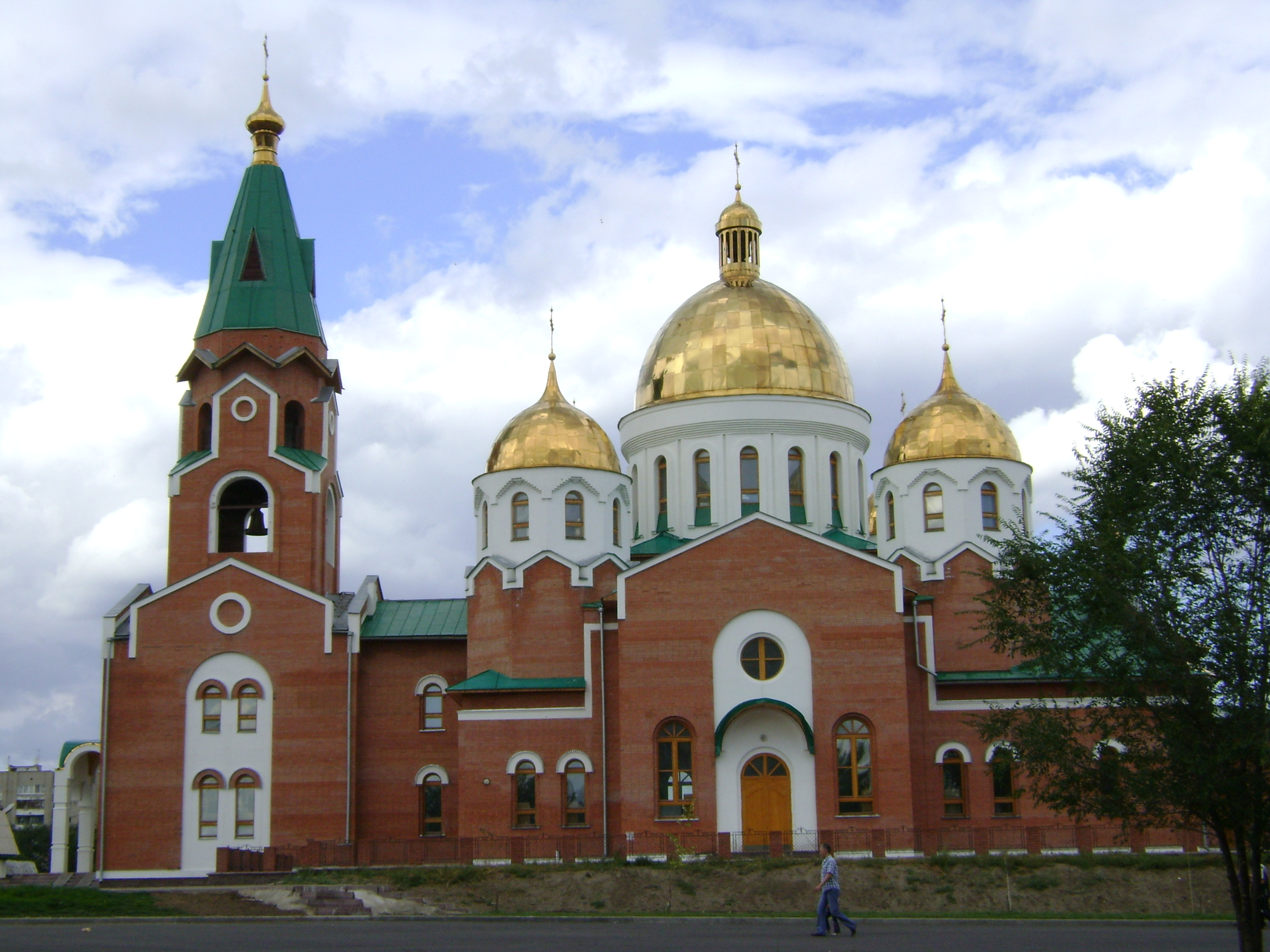
Cattedrale di Sant'Andrea

L'eparchia di Öskemen (in russo: Усть-Каменогорская епархия) è una delle dieci eparchie ortodosse russe in Kazakistan, che costituiscono il "Distretto metropolitano della Chiesa ortodossa russa nella Repubblica del Kazakistan" (in russo Митрополичий округ Русской Православной Церкви в Республике Казахстан?). L'eparchia ha sede a Öskemen, dove si trova la Cattedrale di Sant'Andrea. Agli eparchi è assegnato il titolo di "vescovi di Öskemen e Semipalatinsk".

## Storia
Dal 1911 al 1955 la città di Öskemen era parte dell'eparchia di Semipalatinsk, nell'ambito della quale costituiva un vicariato. Tra gli anni 1928 e 1937 l'eparchia assunse il nome di "Semipalatinsk e Öskemen", quindi di nuovo "Semipalatinsk" e dal 1947 al 1955 "Pavlodar".
L'odierna eparchia è stata istituita il 5 ottobre 2011, attraverso lo scorporo della regione del Kazakistan Orientale dall'eparchia di Pavlodar.